# 第一民族
第一民族，又译第一國族，是數個加拿大境內民族的通稱，法定與印地安人同義，指的是在現今加拿大境內的北美洲原住民及其子孫，但是不包括因纽特人和梅蒂人。在加拿大，原住民的全國性組織是第一民族議會（英語：Assembly of First Nations）。据2021年的加拿大人口普查，加拿大境内一共有1,807,250位第一民族，
约占全国人口的5%。

## 分布
| 地区               | 第一民族人口数 |
| ------------------ | -------------- |
| 魁北克省           | 205,015        |
| 安大略省           | 406,590        |
| 育空地區           | 8,805          |
| 薩斯喀徹溫省       | 187,890        |
| 不列颠哥伦比亚省   | 290,210        |
| 新斯科舍省         | 52,430         |
| 曼尼托巴省         | 237,190        |
| 紐芬蘭與拉布拉多省 | 46,550         |
| 愛德華王子島省     | 3,385          |
| 新不倫瑞克省       | 33,300         |
| 艾伯塔省           | 284,465        |
| 努納武特地區       | 31,390         |
| 西北地区           | 20,040         |

## 辭源
加拿大原住民由“第一民族”（First Nations）、“因紐特人”（Inuit）、和“梅蒂人”（Métis）組成。“First Nations”一詞在1970、80年代起被廣泛使用，取代了原先所用的“Indian band”。索爾·桑德斯（Elder Sol Sanderson）宣稱在1980年代初期創造了這個詞。有些人則認為其是出現於1970年代，用以迴避使用有冒犯性的“印地安人”（Indian）。這個詞尚未有具體的法律定義。一些原住民部落也以“First Nation”取代名稱上原來的“band”。
目前“印地安人”（Indian）這詞雖然依然是法律用語，但在加拿大的已漸漸不再使用。而美國政府和其他國家使用的“Native Americans”一詞則不常用於加拿大，通常只用於稱呼於美國境內的原住民。同樣，“Native Canadian”一詞也不常見，然而“Natives”和（希臘詞根和，意即土地）卻有被使用。根據1763年王室公告，官方稱呼英屬北美的原住民為「部落」或「民族」。

## 文化
第一民族通常分類為共通的文化圈，依地域區分為副極地，東北林地，平原，高原，西北海岸。

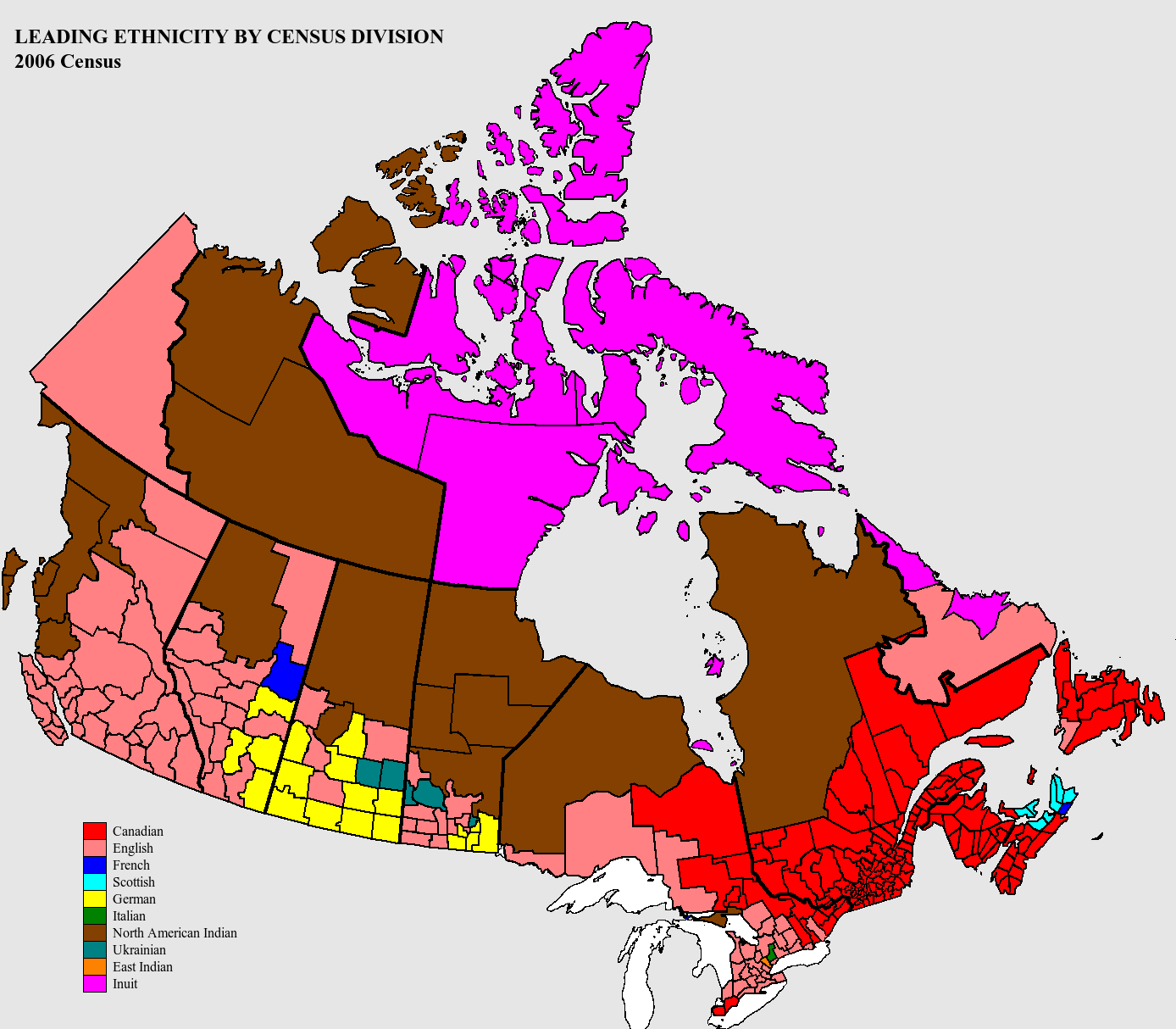
加拿大第一民族主要分布區域(棕色色塊)

## 政府
第一民族自治政府的首領和議會，有權管理其下的醫院、學校。在公共事業、環境保護以及建築法規等也有很大的自治權限。但過度的集權可能是第一民族自治政府功能失調的原因之一。

## 問題
第一民族的生活並不理想，他們中大多數人的生活條件只能比得上如海地這樣的發展中國家。第一民族的失業率、犯罪率、藥物濫用率比全國平均水平高，受教育率低，貧困程度高，以及胎儿乙醇综合征等健康問題。
其出生時的預期壽命也較低，2001數據估計第一民族男女壽命低於全國平均水平。與非原住民相比，同性別間的自殺率高出兩倍、同年齡段的自殺率更高出三倍。
原住民組成的黑幫，其中大部份位於溫尼伯，也是一個很大的社會問題。

## 糖尿病
第一民族的糖尿病患病率與其他民族相比高得非同尋常，全世界 35 岁以上的第一民族成年人中，超过 50% 患有 2 型糖尿病，而且这一数字预计还会上升。在一些土著社区，糖尿病已达到流行病的程度，使土著社区的生存面临危险。其2型糖尿病患病率可能是由於外部環境、基因以及生物因素（例：节俭表型假设），不過具體情況還不清楚。

## 外部連結
- Aboriginal Perspectives[永久] A National Film Board of Canada website with documentaries on Canada's Aboriginal Peoples, including films by Aboriginal filmmakers.
- Aboriginal Virtual Exhibits from Canadian Museums （页面存档备份，存于）
- Assembly of First Nations （页面存档备份，存于）
- The Canadian Museum of Civilization – First Peoples Section （页面存档备份，存于）
- First Nations Seeker （页面存档备份，存于）
- First Nations News Wire Service （页面存档备份，存于）
- A History of Aboriginal Treaties and Relations in Canada （页面存档备份，存于）
- 1946 Report: Medical survey of nutrition among the Northern Manitoba Indians （页面存档备份，存于）